# Arabe persan
Arabe iranien
Le cheval arabe persan, ou arabe iranien (persan : Assi), est une race de chevaux de selle de type Arabe, propre à l'Iran. Il est généralement plus grand et charpenté que les autres lignées de chevaux arabes.

## Histoire
Il fait partie des trois grandes races de chevaux iraniennes, avec le Turkoman perse et le cheval du plateau persan, mais les confusions sont fréquentes, et les caractérisations entre chaque race mal fixées. L'Arabe persan est considéré comme l'un des plus anciens chevaux au monde, les Iraniens faisant remonter son ascendance à plus de 2 000 ans. De nombreux chevaux iraniens montrent des caractéristiques de la « race arabe » plus ou moins marquées.

## Description
Les informations divergent. Il semble exister deux types chez cette race, classés séparément sur la base de données DAD-IS. Le plus grand, nommé « Arabe iranien » ou en persan Assi, est un cheval léger mesurant 1,58 m à 1,60 m. Le plus petit, également plus ancien, est nommé « Arabe persan ». Considéré comme le type traditionnel, sa taille se situe entre 1,42 m et 1,52 m. L'étude de l'université de l''Oklahoma donne une fourchette de tailles allant de 1,45 m à 1,55 m. De manière générale, le cheval arabe persan est plus grand et charpenté que les autres types de la race arabe. 
Il est réputé pour sa résistance aux maladies. La robe est de couleur sombre, ou grise.

## Utilisations
Le plus grand type de la race est destiné aux sports équestres. L'Arabe persan est admis en croisement parmi les races constituant le cheval touranien.

## Diffusion de l'élevage
Il est surtout élevé dans les provinces du sud du pays, dans le Khouzestan, autour de Kerman, de Yazd, dans le Fars et près de Téhéran. En 2003, le recensement transmis à la FAO fait état d'un cheptel de 1 000 à 1 200 têtes. L'étude sur le niveau de menace des races de chevaux menée par l'Université d'Uppsala en 2010 le signale comme étant en danger d'extinction.